# Bogoljub Jevtić
Bogoljub Jevtić (24 de dezembro de 1886, Kragujevac, Reino da Sérvia - 1960, Paris, França) foi um diplomata e político sérvio no Reino da Iugoslávia.
Foi ministro plenipotenciário da Iugoslávia na Albânia, Áustria e Hungria. Após o assassinato do rei Alexandre I da Iugoslávia em 22 de dezembro de 1934, foi nomeado primeiro-ministro da Iugoslávia, mantendo esta posição até 24 de junho de 1935.